# Dion Boucicault
Dionysius Lardner Boursiquot, noto anche con lo pseudonimo di Dion Boursiquot (Dublino, 26 dicembre 1822 – New York, 18 settembre 1890), è stato un commediografo e attore teatrale irlandese naturalizzato statunitense.

## Biografia
Autore teatrale molto popolare nella seconda parte dell'Ottocento, Dion Boucicault fu uno degli attori-commediografi più conosciuti su entrambe le sponde dell'Atlantico. Lavorò anche come impresario e produttore teatrale. Dal 1854 al 1860 visse negli Stati Uniti insieme alla moglie, l'attrice Agnes Robertson.

Dion Boucicault (ca. 1860-1865)

Boucicault si sposò tre volte. La prima, il 9 luglio 1845, con Anne Guiot, che morì poco dopo in un incidente di montagna in Svizzera. Nel 1853, il commediografo si sposò a New York con Agnes Kelly Robertson (1833–1916). Dal matrimonio nacquero sei figli. Tra questi, Dion Jr. (1859–1929) e Nina (1867–1950) diventarono attori molto noti.
Tra l'11 luglio e l'8 ottobre 1885, l'attore, durante una tournée in Australia dove viveva suo fratello Arthur, sposò a Sydney, il 9 settembre 1885, la giovane attrice Josephine Louise Thorndyke (c. 1864–1956). La notizia di quelle nozze provocò grande scandalo, sia per la giovane età della sposa (lui, all'epoca, aveva più di sessant'anni), sia perché Boucicault non aveva ancora divorziato da Agnes. Il matrimonio fu sciolto solo il 21 giugno 1888 per bigamia e adulterio. I diritti di molti dei suoi lavori servirono a pagare danni e alimenti alla seconda moglie.
Boucicault morì pochi anni dopo, nel 1890, a New York, dove venne sepolto nel Mount Hope Cemetery, Hastings-on-Hudson
Dalle commedie e dai drammi di Boucicault sono state tratte numerose versioni cinematografiche, soprattutto negli anni del muto. Tra i suoi allievi, si ricorda l'attrice teatrale e cinematografica Kate Lester (1857-1924).

## Opere teatrali e versioni cinematografiche
- London Assurance (1841)
- The Bastile (1842)
- Old Heads and Young Hearts (1844)
- Used Up (1847)
- The School for Scheming (1847)
- Confidence (1848)
- The Knight Arva (1848)
- The Corsican Brothers (1852)
- The Vampire (1852)
- The Fox Hunt (1853)
- The Young Actress (1853)
- Apollo in New York (1854)
- Louis XI (1855)
- The Poor of New York (1857)
- Jessie Brown or The Relief of Lucknow (1858)
- The Octoroon or Life in Louisiana (1859)
  - The Octoroon di Dicky Winslow (1903)
  - The Octoroon di Sidney Olcott (1913)

Chamooni III (1859)
The Colleen Bawn or The Brides of Garryowen (1860)
- Colleen Bawn (1911)
- The Colleen Bawn di Sidney Olcott (1911)
- The Colleen Bawn di Gaston Mervale (1911)
- The Colleen Bawn di W.P. Kellino (1924)
- Lily of Killarney di George Ridgwell (1929)

How She Loves Him (1863)
Arrah-na-Pogue (1864)
- Arrah-Na-Pogue di Sidney Olcott (1911)

Rip van Winkle or The Sleep of Twenty Years (1866)
- Rip van Winkle di William K.L. Dickson (non accreditato) (1903)
- Rip van Winkle prodotto dalla Rolfe Photoplays (1914)
- Rip van Winkle di Edward Ludwig (1921)

After Dark: A Tale of London Life (1868)
The Irish Heiress (1869)
Lost at Sea (1870)
The Rapparee or, The Treaty of Limerick (1870)
Jezebel (1871)
Led Astray (1873)
The Shaughraun (1874)
- Murphy's Wake di Alf Collins (1903)
- Murphy's Wake (1906)
- The Shaughraun di Sidney Olcott (1912)
- My Wild Irish Rose di David Smith (1922)

Belle Lamar (1874)
The Jilt (1885)
- Onawanda; or, An Indian's Devotion di J. Stuart Blackton (1909)